# Suzanne Mubarak

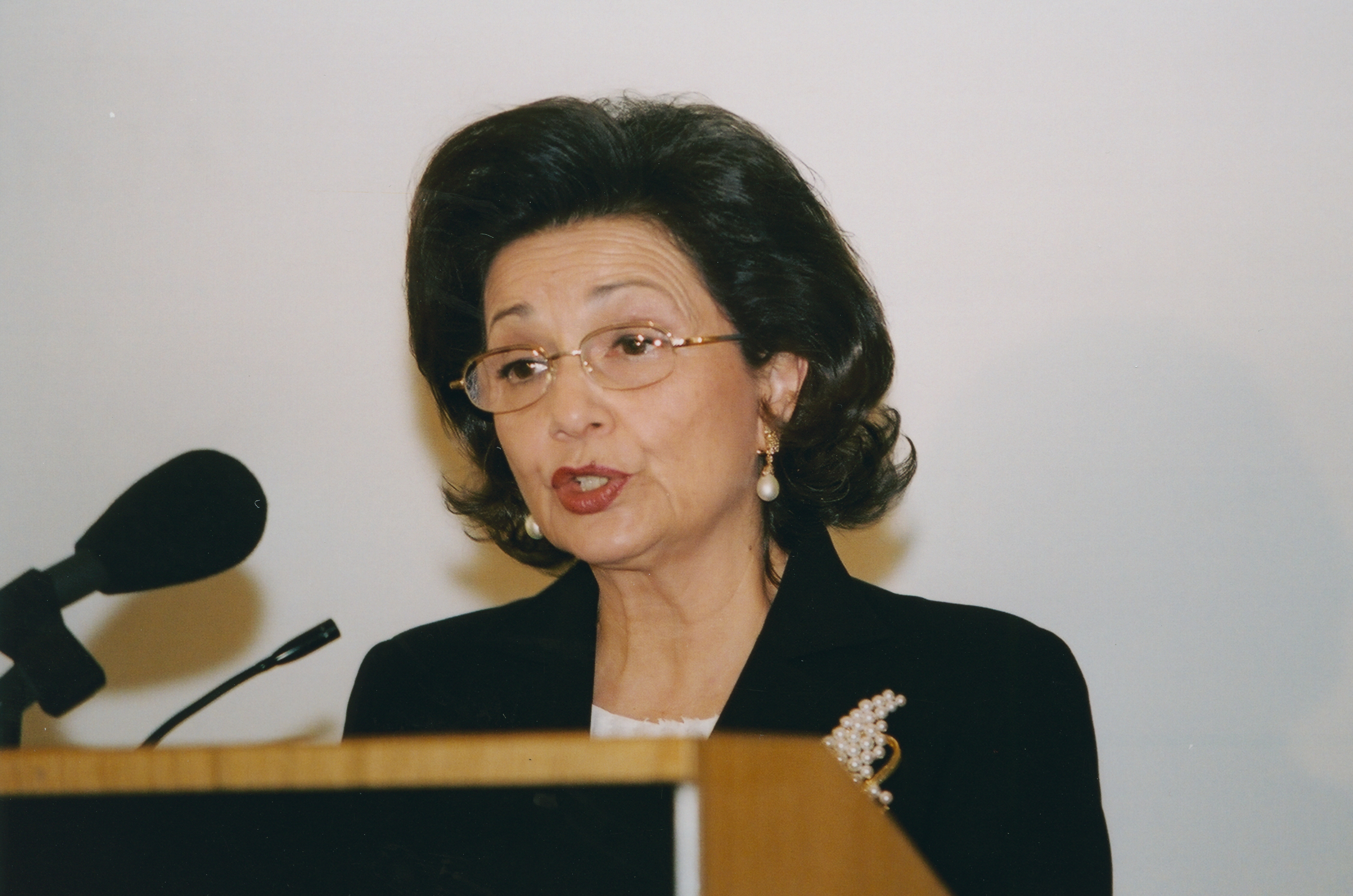
Suzanne Mubarak (2003)

Suzanne Mubarak (arabisch سوزان مبارك, DMG Suzān Mubārak; geb. Sūzān Ṣāliḥ Thābit, auch Suzanne Saleh Sabet geschrieben; * 28. Februar 1941 in al-Minya, Ägypten) ist eine ägyptische Soziologin und die Witwe des ehemaligen ägyptischen Staatspräsidenten Husni Mubarak. Vom 14. Oktober 1981 bis zum 11. Februar 2011 war sie die First Lady Ägyptens.
Suzanne Mubarak wurde 1941 als Tochter des ägyptischen Kinderarztes Saleh Mustafa Sabet und dessen aus Pontypridd, Wales, stammender Frau, der Krankenschwester Lily May (geb. Palmer), in der 150 Kilometer südlich von Kairo am Nil gelegenen Provinz al-Minya geboren. Sie ist weitläufig mit Anwar as-Sadats Witwe, Jehan Sadat, verwandt.
Saleh Mustafa Sabet hatte während seiner Studentenzeit an der Cardiff University Lily May Palmer kennengelernt. Das Paar heiratete am 16. März 1934 in London und zog kurze Zeit darauf nach Ägypten. 1936 wurde Mounir, der ältere Bruder von Suzanne Mubarak, geboren.
Auf der St.-Claire-Heliopolis-Mittelschule und der American University in Cairo erhielt sie eine Ausbildung westlicher Prägung. Sie studierte Politikwissenschaften und Soziologie und schloss 1977 mit einem Bachelor in Politikwissenschaften, 1982 mit einem Master in Soziologie ihr Studium ab. Der Titel ihrer Masterthesis lautete Social Action Research in Urban Egypt. A case study of primary school upgrading in Bulaq.
Mit Husni Mubarak hat sie zwei Söhne, den politisch einflussreichen Gamal Mubarak, der bis Anfang 2011 als „Kronprinz“ Ägyptens gehandelt wurde, sowie den sich jeglicher politischer Betätigung enthaltenden Alaa Mubarak.
Suzanne Mubarak übernahm das Patronat für die ägyptische Fernsehserie Alam Simsim („Sesams Welt“), eine Art Sesamstraße, die die Alphabetisierung der ägyptischen Jugend zum Ziel hat, sowie das Amt der Ehrenpräsidentin der ägyptischen Rotarier.
Am 19. Februar 2003 erhielt Suzanne Mubarak die Ehrenmedaille der Freien Universität Berlin. Seit 2004 ist sie Ehrenbürgerin der Universität Stuttgart. Am 10. Dezember 2006 wurde Mubarak mit der Dr.-Rainer-Hildebrandt-Medaille ausgezeichnet.